# Jogos Olímpicos de Verão de 1992
Jogos Olímpicos de Verão de 1992 (em espanhol: Juegos Olímpicos de Verano de 1992; em catalão: Jocs Olímpics d'estiu de 1992), oficialmente conhecido como os Jogos da XXV Olimpíada, foram realizados em Barcelona, na Catalunha, Espanha, cidade do então presidente do Comitê Olímpico Internacional, Juan Antonio Samaranch, entre 25 de julho e 9 de agosto daquele ano. Foi a primeira edição desde Munique 1972 em que todos os Comitês Olímpicos Nacionais estiveram presentes, totalizando 169 nações que enviaram 9 356 atletas.
Como consequência da mudança geopolítica mundial naquele momento, esta foi a primeira edição dos Jogos Olímpicos de Verão desde 1972 a não sofrer qualquer tipo ou ameaça de boicote. Em relação ao panorama político, um mês e meio antes dos Jogos Olímpicos de Inverno daquele ano, a União Soviética entrou em colapso e seis estados optaram por formar uma Equipe Unificada, composta pela Rússia, Ucrânia, Bielorrússia, Cazaquistão, Armênia e Uzbequistão. O mesmo ocorreu nos Jogos de Verão, com a adição de mais quatro países: Azerbaijão, Geórgia, Quirguistão e  Turcomenistão. Os três países bálticos Estônia, Letônia e Lituânia optaram por enviar suas delegações em separado. Dois países retornaram aos Jogos: a África do Sul, que teve seu Comitê Olímpico Nacional readmitido após uma suspensão de 32 anos, motivada pelo regime do apartheid, e a Alemanha, que competiu como uma única nação após a reunificação, fato que não ocorria desde a formação da Equipe Alemã Unida entre 1956 e 1964. A Guerra Civil Iugoslava ainda em curso fez com que Croácia, Bósnia e Herzegovina e Eslovênia participassem com suas próprias equipes nacionais, enquanto que a República Federal da Iugoslávia estava sob embargo das Nações Unidas devido ao recrudescimento do conflito. Seu comitê olímpico nacional foi suspenso e seus atletas só tiveram autorização para participar apenas nos eventos individuais sob o nome de Participantes Olímpicos Independentes, enquanto que as vagas nos esportes coletivos foram redistribuídas.
Durante a preparação dos Jogos, a cidade de Barcelona experimentou grandes mudanças na infraestrutura que ocorreu na execução e construção de estradas e telecomunicações, e alterações de todas as partes da cidade, tornando-se uma característica diferente. Os jogos em si foram caracterizados por um estilo mediterrânico e de hospitalidade calorosa.

## Processo de candidatura
Os políticos locais de Barcelona já tinham elaborado uma ideia de que a cidade deveria tentar sediar os Jogos Olímpicos. A primeira tentativa foi uma candidatura para os Jogos de 1924. Entretanto, o Barão Pierre de Coubertin, pediu em uma carta a todos os membros do COI que escolhessem Paris como sede, o que acabou frustrando a cidade. Os locais para os Jogos de 1928 e 1932, precocemente ficaram com Amsterdã e Los Angeles.
Assim, uma segunda candidatura não foi possível até os Jogos de 1936, que tiveram Barcelona e Berlim como candidatas. A sessão do COI em que a cidade-sede devia ser eleita, aconteceu em 1931, em Barcelona. Por causa da confusão durante a Revolução Espanhola apenas dezenove membros do COI conseguiram chegar a Barcelona, forçando o voto postal daqueles que não estiveram presentes. Berlim teve 43 votos contra os 16 de Barcelona. Poucos meses antes dos Jogos, em 1936, nasceu a ideia de uma contra olimpíada de Barcelona, a "Olimpiada Popular" em contrapartida ao abuso cometido pelos nazistas. Cerca de 6.000 atletas viajaram para Barcelona, mas por causa do golpe liderado por Francisco Franco realizado no dia previsto para a cerimônia de abertura e o começo da Guerra Civil Espanhola no dia seguinte, os jogos foram cancelados.
A terceira tentativa de Barcelona para sediar junto com Madri os Jogos de 1972 também falhou. Logo após a eleição de Juan Antonio Samaranch como presidente do COI, em 1980, propôs ao prefeito de Barcelona, uma nova candidatura, desta vez para sediar os Jogos de Verão em 1992. Durante a Copa do Mundo FIFA de 1982, que foi realizada no país, as autoridades da cidade se manifestaram sobre o interesse de uma eventual candidatura. Essa ideia foi a frente logo depois que o Partido Socialista, liderado por Felipe González ganhou as eleições parlamentares e também garantiu completo apoio ao projeto.
| Resultados da eleição da cidade-sede dos Jogos da XXV Olimpíada | Resultados da eleição da cidade-sede dos Jogos da XXV Olimpíada | Resultados da eleição da cidade-sede dos Jogos da XXV Olimpíada | Resultados da eleição da cidade-sede dos Jogos da XXV Olimpíada | Resultados da eleição da cidade-sede dos Jogos da XXV Olimpíada |
| --------------------------------------------------------------- | --------------------------------------------------------------- | --------------------------------------------------------------- | --------------------------------------------------------------- | --------------------------------------------------------------- |
| Cidade                                                          | CON                                                             | Rodada 1                                                        | Rodada 2                                                        | Rodada 3                                                        |
| Barcelona                                                       | Espanha                                                         | 29                                                              | 37                                                              | 47                                                              |
| Paris                                                           | França                                                          | 19                                                              | 20                                                              | 23                                                              |
| Brisbane                                                        | Austrália                                                       | 11                                                              | 9                                                               | 10                                                              |
| Belgrado                                                        | Iugoslávia                                                      | 13                                                              | 11                                                              | 5                                                               |
| Birmingham                                                      | Reino Unido                                                     | 8                                                               | 8                                                               | -                                                               |
| Amsterdã                                                        | Países Baixos                                                   | 5                                                               | -                                                               | -                                                               |

Durante a candidatura o comitê local da cidade argumentou que pela primeira vez os Jogos seriam realizados em curta distância: a grande maioria das instalações esportivas estariam num raio de 5 km da Vila Olímpica, esta por sua vez estaria localizada numa praia do Mediterrâneo integrada a uma cidade rica em cultura, vida e arquitetura, onde modernidade e tradição se conectariam. O financiamento dos Jogos em si deveria ser majoritariamente privado, de forma semelhante a de Los Angeles 1984. A população apoiou a candidatura, nas pesquisas de opinião, com aprovação de 64 % dos residentes na Espanha.
Em 1985 foi confirmada a candidatura de seis cidades para os Jogos de 1992. Além de Barcelona, Amsterdã, Belgrado, Birmingham, Brisbane e Paris estavam na disputa que aconteceu em 17 de outubro de 1986, durante a 91ª Sessão do Comitê Olímpico Internacional, no Palais de Beaulieu em Lausanne, na Suíça. No dia anterior, a região francesa da Alta Saboia, encabeçada pela cidade de Albertville ganhou o direito de sediar os Jogos de Inverno de 1992, portanto, era improvável que os Jogos de Verão fossem concedidos a França.
Barcelona foi eleita na terceira rodada da votação com 47 votos, contra apenas 23 de Paris. Com isso, foi Samaranch, que anunciou a vitória da sua cidade natal.

## Organização

### Marketing
Cobi foi o mascote oficial das Olimpíadas de 1992 em Barcelona. Ele é um Pastor Catalão em estilo cubista inspirado na interpretação de Picasso da obra Las Meninas, de Velázquez. Cobi foi desenhado por Javier Mariscal. O mascote foi apresentado ao público em 1987. Seu nome foi derivado do Comité Organizador dos Jogos Olímpicos de Barcelona (Coob).
Antes e durante os Jogos, Cobi foi protagonista de uma série de propagandas de patrocinadores olímpicos, como Coca-Cola, Brother Industries e Danone. Ele teve sua própria série de TV Cobi e sua turma e uma extensa variedade de produtos licenciados, apelidados de Cobiana, provando assim ser uma fonte de renda lucrativa. Durante os Jogos, um Cobi gigante inflável foi amarrado ao cais do Porto Olímpico. De acordo com o Comitê Olímpico Internacional, Cobi, juntamente com Misha, foi um dos mascotes mais populares e rentáveis comercialmente da história dos Jogos Olímpicos.

### Locais de competição
- Anel Olímpico em Montjuïc:

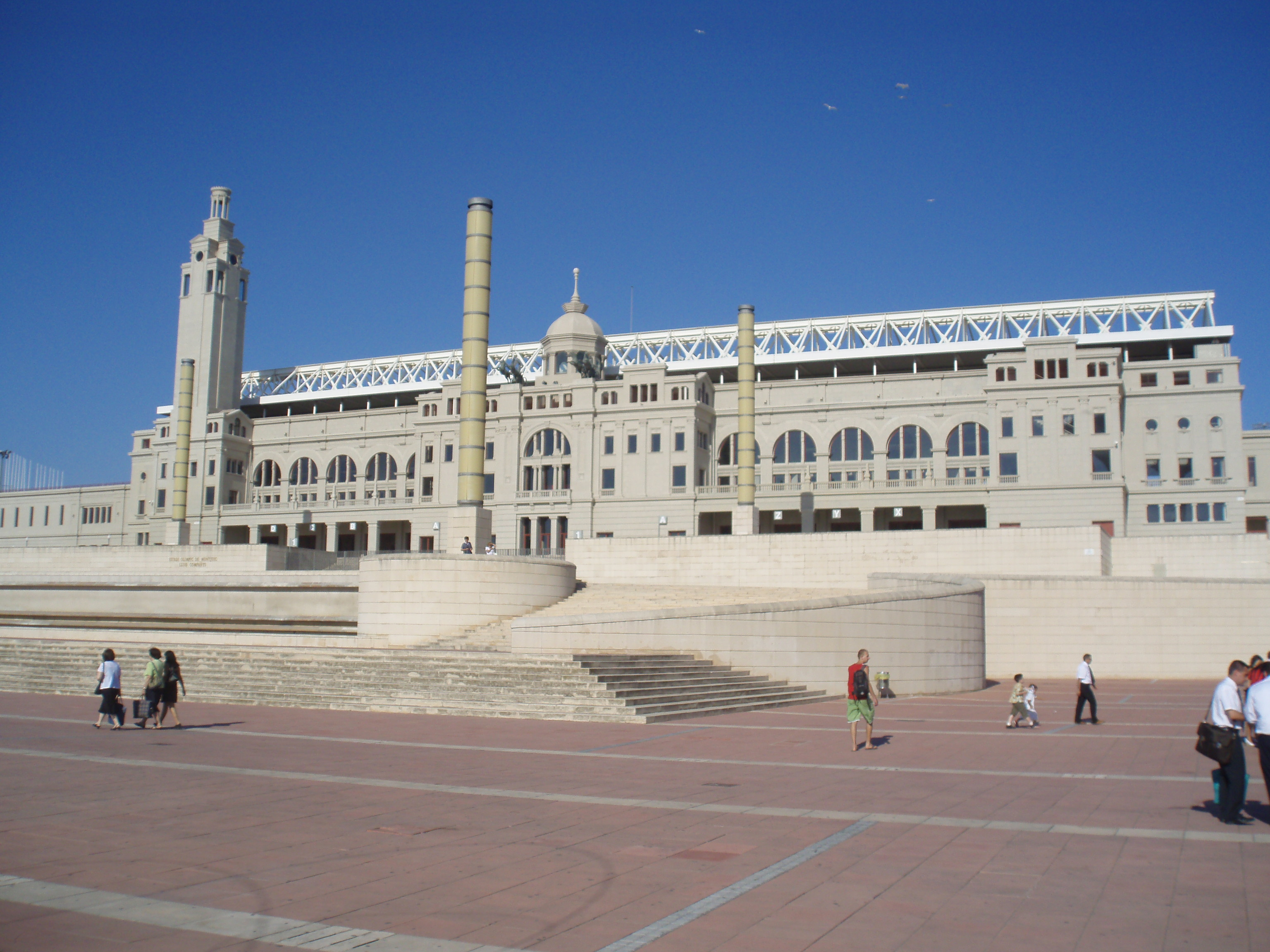
Estadi Olímpic de Montjuïc

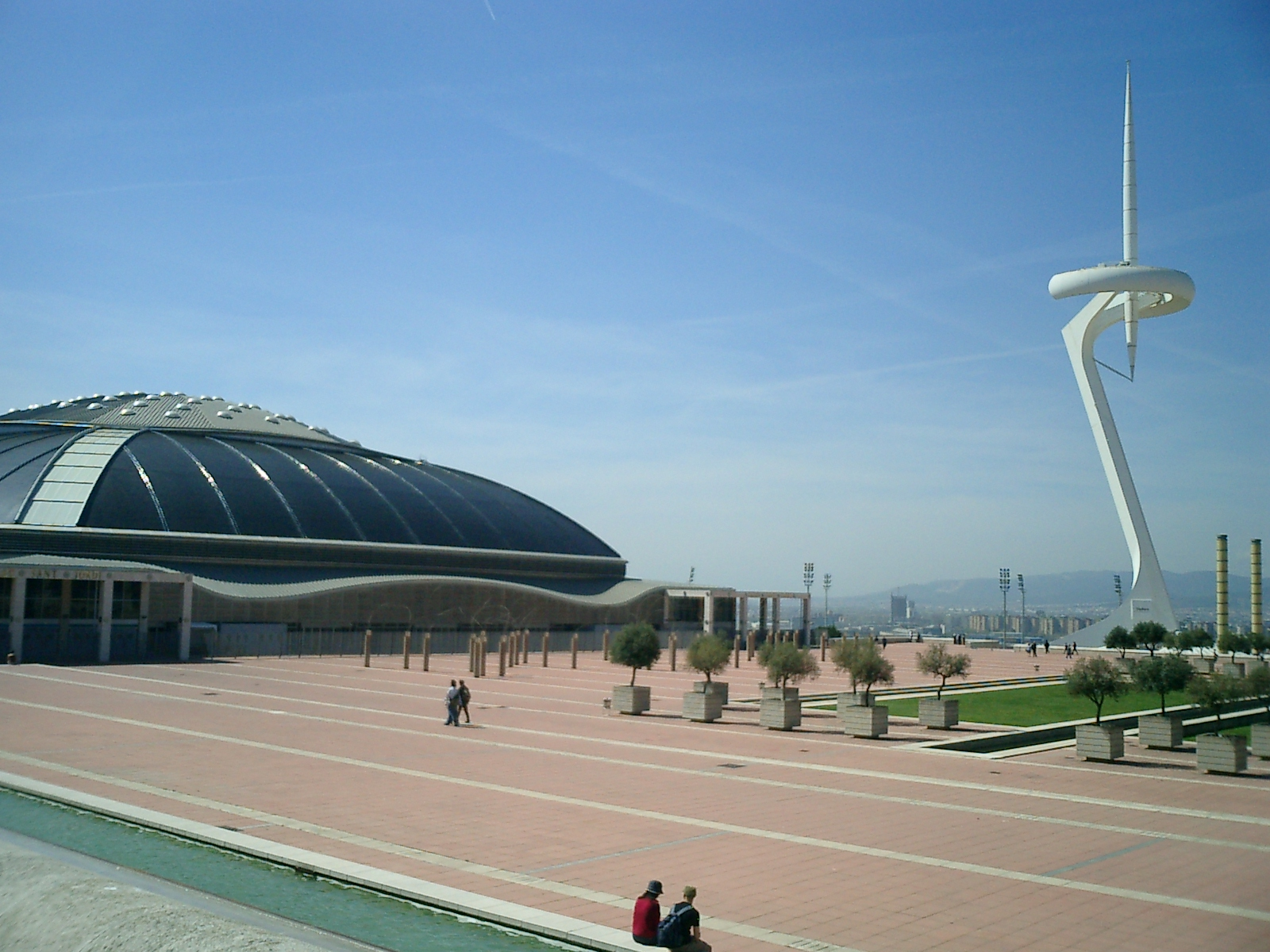
Palau Sant Jordi e Montjuïc Communications Tower

  - Estadi Olímpic de Montjuïc - Cerimônias de abertura e encerramento, atletismo
  - Palau Sant Jordi - ginástica artística, finais de voleibol e as finais de handebol
  - Piscinas Bernat Picornell - natação, nado sincronizado e final do pólo aquático
  - Piscina Municipal de Montjuïc - saltos ornamentais e pólo aquático
  - INEFC - lutas
- Área de Sants-Montjuïc:
  - Palau dels Esports de Barcelona - ginástica rítmica e voleibol
  - Palau de la Metalúrgia - esgrima
  - Pavelló de l'Espanya Industrial - levantamento de peso
- Área olímpica de Vall d'Hebron:
  - Velòdrom d'Horta - ciclismo de pista
  - Camp Olímpic de Tir amb Arc - tiro com arco
  - Pavelló de la Vall d’Hebron - voleibol e pelota basca (esporte de demonstração)
  - Centre Municipal de Tennis Vall d’Hebron - tênis
- Área olímpica na Avenida Diagonal:
  - Camp Nou - futebol
  - Palau Blaugrana - judô, taekwondo (esporte de demonstração) e final do hóquei sobre patins (esporte de demonstração)
  - Estadi de Sarrià - futebol
  - Real Club de Polo - hipismo
- Vila Olímpica em Poblenou: 
  - Port Olímpic - vela
  - Complex Esportiu Municipal Mar Bella - badminton
  - Poliesportiu Estació del Nord - tênis de mesa
- Na área metropolitana de Barcelona:
  - Pavelló Olímpic de Badalona (Badalona) - basquetebol
  - Pavelló dels Països Catalans (Badalona) - boxe
  - Palau D'Esports de Granollers (Granollers) - handebol
  - Camp de Tir Olímpic de Mollet (Mollet del Vallès) - tiro
  - Sant Sadurní d'Anoia - ciclismo de estrada
  - Camp Municipal Feixa Llarga (L'Hospitalet de Llobregat) - beisebol
  - Camp Municipal de Beisbol de Viladecans (Viladecans) - beisebol
  - Canal Olímpic de Catalunya (Castelldefels) - canoagem (velocidade)
  - Club Hípic El Montanyà (Seva) - hipismo
  - Circuit de Catalunya (Montmeló) - ciclismo de estrada (contra o relógio)
  - Estadi Olímpic (Terrassa) - hóquei sobre grama
  - Estadi de la Nova Creu Alta (Sabadell) - futebol
- Na Catalunha:
  - Lago de Banyoles (Banyoles) - remo
  - Parc Olímpic del Segre (La Seu d'Urgell) - canoagem (slalom)
- Outros locais:
  - Estadio de La Romareda (Zaragoza) - futebol
  - Estadio Mestalla (Valência) - futebol

## Tocha olímpica
A chama olímpica foi acesa em Olímpia, em 5 de junho e foi revezada por portadores até Atenas. Em 9 de junho, no porto de Pireu, embarcou na fragata Catalunha da Armada Espanhola. Em 13 de junho chegou a costa da Catalunha, exatamente no sítio arqueológico das Ampúrias.
A jornada da tocha olímpica ao redor do dezessete comunidades autônomas da Espanha passou por 652 lugares diferentes e parou em sessenta cidades. A distância total - cerca de 6 mil quilômetros - foi feito por 9 500 portadores que correram a pé, e 2 500 portadores em bicicletas para as distâncias maiores. Curiosamente, os trechos que causaram mais problemas com a programação foram exatamente os cobertos por bicicleta. A chama foi levada de Sevilha para Tenerife e Las Palmas para Málaga por avião, entre Tenerife e Las Palmas de hydrofoil e de Tarragona para Palma de Maiorca a partir da ilha e de volta a Barcelona por navio.
A tocha olímpica para os Jogos Olímpicos foi desenhada pelo catalão André Ricard, media 68 centímetros e pesava 1 200 gramas.

## Nações participantes

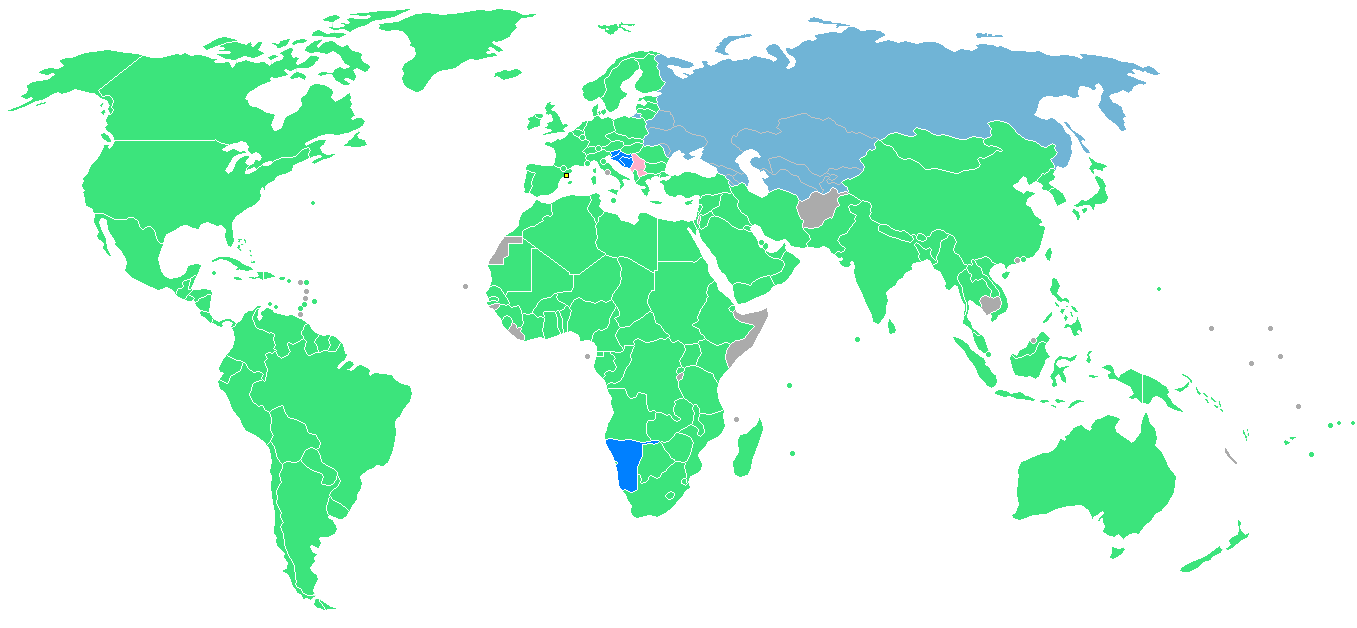
Países participantes. Em azul claro os países da Equipe unificada e em azul escuro os países estreantes.

Um total de 169 nações enviaram atletas para competir nestes Jogos. Com o colapso da União Soviética, doze estados formaram uma equipe unificada, enquanto os Estados bálticos da Estônia, Letônia e Lituânia enviaram suas próprias equipes. Croácia, Eslovênia e Bósnia e Herzegovina competiram como nações independentes depois da separação da Iugoslávia. Esta foi proibida a participar devido às sanções da ONU, mas atletas individuais da Iugoslávia foram autorizados a participar como Participantes Olímpicos Independentes. Foi também a primeira Olimpíada desde 1964 que uma Alemanha unificada competiu nos Jogos Olímpicos e a África do Sul retornou aos Jogos após 32 anos de ausência. Apenas quatro Comitês Olímpicos Nacionais não enviaram os seus atletas para competir: Afeganistão, Brunei, Libéria e Somália. 
| \| - RSA África do Sul - ALB Albânia - GER Alemanha - AND Andorra - ANG Angola - ANT Antígua e Barbuda - AHO Antilhas Neerlandesas - KSA Arábia Saudita - ALG Argélia - ARG Argentina - ARU Aruba - AUS Austrália - AUT Áustria - BAH Bahamas - BRN Bahrein - BAN Bangladesh - BAR Barbados - BEL Bélgica - BIZ Belize - BEN Benim - BER Bermudas - BOL Bolívia - BIH Bósnia e Herzegovina - BOT Botsuana - BRA Brasil - BUL Bulgária - BHU Butão - CMR Camarões - CAN Canadá - CHA Chade - CHI Chile - CHN China - CYP Chipre - COL Colômbia - CGO Congo - PRK Coreia do Norte - KOR Coreia do Sul - CIV Costa do Marfim - CRC Costa Rica - CRO Croácia - CUB Cuba - DEN Dinamarca \| - DJI Djibuti - EGY Egito - ESA El Salvador - UAE Emirados Árabes Unidos - EUN Equipa Unificada - SLO Eslovênia - ESP Espanha - USA Estados Unidos - EST Estônia - ETH Etiópia - ECU Equador - FIJ Fiji - PHI Filipinas - FIN Finlândia - FRA França - GAB Gabão - GAM Gâmbia - GHA Gana - GBR Grã-Bretanha - GRN Granada - GRE Grécia - GUM Guam - GUA Guatemala - GUY Guiana - GUI Guiné - GEQ Guiné Equatorial - HAI Haiti - HON Honduras - HKG Hong Kong - HUN Hungria - YEM Iêmen - CAY Ilhas Cayman - COK Ilhas Cook - SOL Ilhas Salomão - ISV Ilhas Virgens Americanas - IVB Ilhas Virgens Britânicas - IND Índia - INA Indonésia - IRI Irã - IRQ Iraque - IRL Irlanda - ISL Islândia \| - ISR Israel - ITA Itália - JAM Jamaica - JPN Japão - JOR Jordânia - KUW Kuwait - LAO Laos - LES Lesoto - LAT Letônia - LIB Líbano - LBA Líbia - LIE Liechtenstein - LTU Lituânia - LUX Luxemburgo - MAD Madagascar - MAS Malásia - MAW Malawi - MLI Mali - MLT Malta - MAR Marrocos - MRI Maurício - MTN Mauritânia - MEX México - MYA Mianmar - MOZ Moçambique - MON Mônaco - MGL Mongólia - NAM Namíbia - NEP Nepal - NCA Nicarágua - NIG Níger - NGR Nigéria - NOR Noruega - NZL Nova Zelândia - OMA Omã - NED Países Baixos - PAN Panamá - PNG Papua-Nova Guiné - PAK Paquistão - PAR Paraguai - PER Peru - POL Polônia \| - PUR Porto Rico - POR Portugal - QAT Catar - KEN Quênia - CAF República Centro-Africana - DOM República Dominicana - ROM Romênia - RWA Ruanda - WSM Samoa Ocidental - ASA Samoa Americana - SMR San Marino - VIN São Vicente e Granadinas - SEN Senegal - SLE Serra Leoa - SEY Seicheles - SIN Singapura - SYR Síria - SRI Sri Lanka - SWZ Suazilândia - SUD Sudão - SWE Suécia - SUI Suíça - SUR Suriname - THA Tailândia - TPE Taipé Chinês - TAN Tanzânia - TOG Togo - TGA Tonga - TRI Trinidad e Tobago - TUN Tunísia - TUR Turquia - UGA Uganda - URU Uruguai - VAN Vanuatu - VEN Venezuela - VIE Vietnã - ZAI Zaire - ZAM Zâmbia - ZIM Zimbabwe - IOP Participantes Olímpicos Independentes \| | | | |
| - RSA África do Sul - ALB Albânia - GER Alemanha - AND Andorra - ANG Angola - ANT Antígua e Barbuda - AHO Antilhas Neerlandesas - KSA Arábia Saudita - ALG Argélia - ARG Argentina - ARU Aruba - AUS Austrália - AUT Áustria - BAH Bahamas - BRN Bahrein - BAN Bangladesh - BAR Barbados - BEL Bélgica - BIZ Belize - BEN Benim - BER Bermudas - BOL Bolívia - BIH Bósnia e Herzegovina - BOT Botsuana - BRA Brasil - BUL Bulgária - BHU Butão - CMR Camarões - CAN Canadá - CHA Chade - CHI Chile - CHN China - CYP Chipre - COL Colômbia - CGO Congo - PRK Coreia do Norte - KOR Coreia do Sul - CIV Costa do Marfim - CRC Costa Rica - CRO Croácia - CUB Cuba - DEN Dinamarca | - DJI Djibuti - EGY Egito - ESA El Salvador - UAE Emirados Árabes Unidos - EUN Equipa Unificada - SLO Eslovênia - ESP Espanha - USA Estados Unidos - EST Estônia - ETH Etiópia - ECU Equador - FIJ Fiji - PHI Filipinas - FIN Finlândia - FRA França - GAB Gabão - GAM Gâmbia - GHA Gana - GBR Grã-Bretanha - GRN Granada - GRE Grécia - GUM Guam - GUA Guatemala - GUY Guiana - GUI Guiné - GEQ Guiné Equatorial - HAI Haiti - HON Honduras - HKG Hong Kong - HUN Hungria - YEM Iêmen - CAY Ilhas Cayman - COK Ilhas Cook - SOL Ilhas Salomão - ISV Ilhas Virgens Americanas - IVB Ilhas Virgens Britânicas - IND Índia - INA Indonésia - IRI Irã - IRQ Iraque - IRL Irlanda - ISL Islândia | - ISR Israel - ITA Itália - JAM Jamaica - JPN Japão - JOR Jordânia - KUW Kuwait - LAO Laos - LES Lesoto - LAT Letônia - LIB Líbano - LBA Líbia - LIE Liechtenstein - LTU Lituânia - LUX Luxemburgo - MAD Madagascar - MAS Malásia - MAW Malawi - MLI Mali - MLT Malta - MAR Marrocos - MRI Maurício - MTN Mauritânia - MEX México - MYA Mianmar - MOZ Moçambique - MON Mônaco - MGL Mongólia - NAM Namíbia - NEP Nepal - NCA Nicarágua - NIG Níger - NGR Nigéria - NOR Noruega - NZL Nova Zelândia - OMA Omã - NED Países Baixos - PAN Panamá - PNG Papua-Nova Guiné - PAK Paquistão - PAR Paraguai - PER Peru - POL Polônia | - PUR Porto Rico - POR Portugal - QAT Catar - KEN Quênia - CAF República Centro-Africana - DOM República Dominicana - ROM Romênia - RWA Ruanda - WSM Samoa Ocidental - ASA Samoa Americana - SMR San Marino - VIN São Vicente e Granadinas - SEN Senegal - SLE Serra Leoa - SEY Seicheles - SIN Singapura - SYR Síria - SRI Sri Lanka - SWZ Suazilândia - SUD Sudão - SWE Suécia - SUI Suíça - SUR Suriname - THA Tailândia - TPE Taipé Chinês - TAN Tanzânia - TOG Togo - TGA Tonga - TRI Trinidad e Tobago - TUN Tunísia - TUR Turquia - UGA Uganda - URU Uruguai - VAN Vanuatu - VEN Venezuela - VIE Vietnã - ZAI Zaire - ZAM Zâmbia - ZIM Zimbabwe - IOP Participantes Olímpicos Independentes |

## Modalidades disputadas
| - Atletismo (43) - Badminton (4) - Beisebol (1) - Basquetebol (2) - Boxe (12) - Canoagem (16) - Ciclismo (10) - Esgrima (8) - Futebol (2) - Ginástica (15) |  | - Halterofilismo (10) - Handebol (2) - Hipismo (6) - Hóquei sobre a grama (2) - Judô (14) - Lutas (20) - Nado sincronizado (1) - Natação (31) - Pentatlo moderno (2) - Polo aquático (2) |  | - Remo (14) - Saltos ornamentais (4) - Tênis (4) - Tênis de mesa (4) - Tiro (13) - Tiro com arco (4) - Vela (10) - Voleibol (2) |

## Calendário
As caixas em azul representam uma competição, ou um evento qualificatório de determinada data. As caixas em amarelo representam um dia de competição valendo medalha. Os números dentro das caixas representam a quantidade de finais do dia. A coluna T representa o total de finais do esporte.
|  | Cerimônia de abertura |  | Competições |  | Finais de competições |  | Cerimônia de encerramento |

|                      | Sex | Sab | Dom | Seg | Ter | Qua | Qui | Sex | Sab | Dom | Seg | Ter | Qua | Qui | Sex | Sab | Dom |     |
| Julho e Agosto       | 24  | 25  | 26  | 27  | 28  | 29  | 30  | 31  | 1   | 2   | 3   | 4   | 5   | 6   | 7   | 8   | 9   | T   |
| -------------------- | --- | --- | --- | --- | --- | --- | --- | --- | --- | --- | --- | --- | --- | --- | --- | --- | --- | --- |
| Cerimônias           |     |     |     |     |     |     |     |     |     |     |     |     |     |     |     |     |     |     |
| Badminton            |     |     |     |     |     |     |     |     |     |     |     | 4   |     |     |     |     |     | 4   |
| Beisebol             |     |     |     |     |     |     |     |     |     |     |     |     | 1   |     |     |     |     | 1   |
| Basquetebol          |     |     |     |     |     |     |     |     |     |     |     |     |     |     | 1   | 1   |     | 2   |
| Tiro com arco        |     |     |     |     |     |     |     |     |     |     | 2   | 2   |     |     |     |     |     | 4   |
| Boxe                 |     |     |     |     |     |     |     |     |     |     |     |     |     |     |     | 6   | 6   | 12  |
| Esgrima              |     |     |     |     |     |     | 1   | 1   | 1   | 1   |     | 1   | 1   | 1   | 1   |     |     | 8   |
| Hóquei sobre a grama |     |     |     |     |     |     |     |     |     |     |     |     |     |     | 1   | 1   |     | 2   |
| Futebol              |     |     |     |     |     |     |     |     |     |     |     |     |     |     |     | 1   |     | 1   |
| Halterofilismo       |     |     | 1   | 1   | 1   | 1   | 1   | 1   | 1   | 1   | 1   | 1   |     |     |     |     |     | 10  |
| Handebol             |     |     |     |     |     |     |     |     |     |     |     |     |     |     |     | 2   |     | 2   |
| Judô                 |     |     |     | 2   | 2   | 2   | 2   | 2   | 2   | 2   |     |     |     |     |     |     |     | 14  |
| Canoagem             |     |     |     |     |     |     |     |     | 2   | 2   |     |     |     |     | 6   | 6   |     | 16  |
| Atletismo            |     |     |     |     |     |     |     | 2   | 4   | 5   | 6   |     | 5   | 5   | 6   | 9   | 1   | 43  |
| Pentatlo moderno     |     |     |     |     |     | 2   |     |     |     |     |     |     |     |     |     |     |     | 2   |
| Ciclismo             |     |     | 2   | 1   |     | 1   |     | 5   |     | 1   |     |     |     |     |     |     |     | 10  |
| Hipismo              |     |     |     |     |     |     | 2   |     |     |     | 1   | 1   | 1   |     |     |     | 1   | 6   |
| Lutas                |     |     |     |     | 3   | 3   | 4   |     |     |     |     |     | 3   | 3   | 4   |     |     | 20  |
| Remo                 |     |     |     |     |     |     |     |     | 7   | 7   |     |     |     |     |     |     |     | 14  |
| Tiro                 |     |     | 2   | 2   | 2   | 1   | 2   | 1   | 2   | 1   |     |     |     |     |     |     |     | 13  |
| Natação              |     |     | 4   | 5   | 5   | 5   | 6   | 6   |     |     |     |     |     |     |     |     |     | 31  |
| Vela                 |     |     |     |     |     |     |     |     |     | 2   | 7   | 1   |     |     |     |     |     | 10  |
| Nado sincronizado    |     |     |     |     |     |     |     |     |     |     |     |     |     | 1   | 1   |     |     | 2   |
| Tênis                |     |     |     |     |     |     |     |     |     |     |     |     |     |     | 2   | 2   |     | 4   |
| Tênis de mesa        |     |     |     |     |     |     |     |     |     |     | 1   | 1   | 1   | 1   |     |     |     | 4   |
| Ginástica            |     |     |     |     | 1   | 1   | 1   | 1   | 4   | 6   |     |     |     |     |     | 1   |     | 15  |
| Voleibol             |     |     |     |     |     |     |     |     |     |     |     |     |     |     |     | 1   | 1   | 2   |
| Polo aquático        |     |     |     |     |     |     |     |     |     |     |     |     |     |     |     |     | 1   | 1   |
| Saltos ornamentais   |     |     |     | 1   |     | 1   |     |     |     |     | 1   | 1   |     |     |     |     |     | 4   |
| Total de finais      |     |     | 9   | 12  | 14  | 17  | 19  | 19  | 23  | 28  | 19  | 12  | 12  | 11  | 22  | 30  | 10  | 257 |

## Cerimônias

### Cerimônia de abertura
A cerimônia de abertura dos Jogos é considerada uma das mais marcantes da história. O contexto cívico da cerimônia também foi marcante. A entrada da delegação nacional trazendo à frente como porta-bandeira Dom Filipe de Bourbon, Príncipe das Astúrias e herdeiro do trono espanhol que foi integrante da equipe espanhola de vela, 32 anos após a participação de sua mãe, a Rainha Sofia, na equipe de vela da Grécia nos Jogos Olímpicos de 1960 em Roma, e no mesmo momento que a Infanta Elena ia às lágrimas. Juntamente, com a declaração de abertura feita pelo rei João Carlos I, a pira olímpica, num grande  efeito visual, foi acesa por uma flecha em fogo disparada pelo arqueiro paraolímpico Antonio Rebollo.

### Cerimônia de encerramento
Na cerimónia de encerramento em 9 de agosto no Estádio Olímpico, o então presidente do Comitê Olímpico Internacional Juan Antonio Samaranch, declarou que o Barcelona tinha sido os melhores Jogos Olímpicos da história. A alegação foi apoiada por todos os meios de comunicação internacionais e atletas de todos os países, que levou em conta a organização exemplar, a ausência de incidentes, a participação massiva de cidadãos voluntários, conforto e beleza das instalações e, acima de tudo, o grande apoio popular dos cidadãos de Barcelona, que recebeu os Jogos com um entusiasmo que levou a cidade a viver uma grande atmosfera festiva durante todo o evento.
Uma vez apagada a chama olímpica, em meio a uma chuva de fogos de artifício, Cobi, o mascote, desapareceu no céu, voando pelo ar, em um barco de papel.
Depois de um show pirotécnico, houve uma apresentação musical, com a participação de Los Amaya, Peret e Los Manolos.

## Fatos e destaques

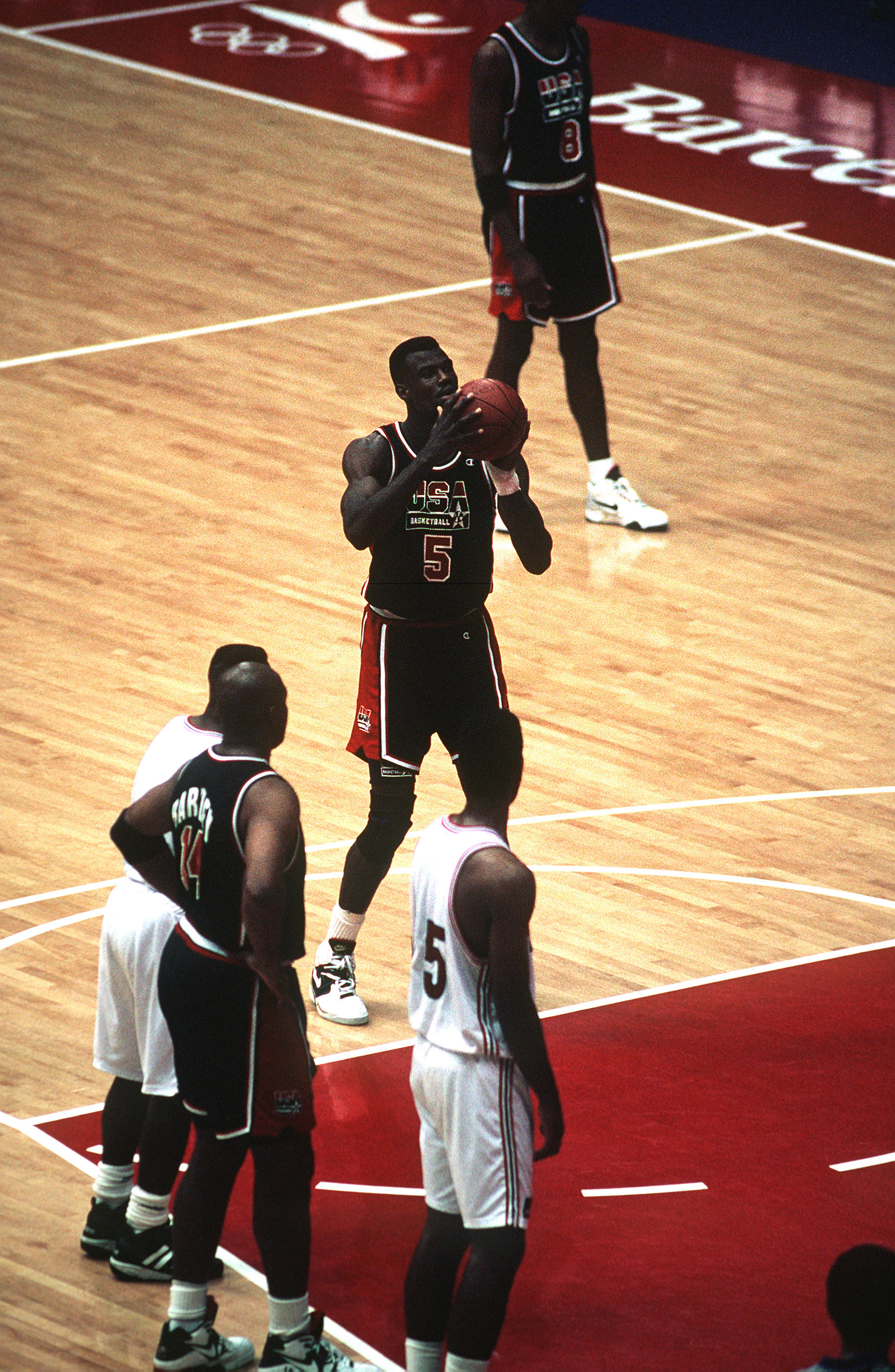
David Robinson, membro do Dream Team no jogo contra Porto Rico

- Com o aval do COI para a participação de atletas profissionais a partir de Barcelona, a equipe norte-americana de basquetebol, formada pelos astros da NBA como Michael Jordan, Magic Johnson, Larry Bird e Scottie Pippen - e chamada de Dream Team – ganhou com facilidade a medalha de ouro fazendo grandes exibições para o público que lotava o ginásio durante as partidas.

- A etíope Derartu Tulu venceu a prova dos 10 000 metros no atletismo e tornou-se a primeira negra africana a ganhar um ouro em Olimpíadas. Como um sinal dos novos tempos, após a prova, ela e a segunda colocada, a sul-africana branca Elana Meyer, deram a volta olímpica de mãos dadas, um símbolo da nova África livre do apartheid nos Jogos.

- O ginasta bielorrusso Vitaly Scherbo ganhou seis medalhas de ouro, sendo quatro no mesmo dia, cinco delas em modalidades individuais.

- Andreas Keller, integrante da equipe alemã medalha de ouro no hóquei sobre a grama, foi o terceiro de uma geração familiar a conquistar uma medalha olímpica. Seu pai, Carsten, ganhou um ouro em Munique 1972 e seu avô, Erwin, uma prata nos Jogos de Berlim em 1936.

- Beisebol, judô feminino e badminton passaram a fazer parte do programa olímpico.

- O nadador russo Alexander Popov faz sua estreia nos Jogos Olímpicos ganhando duas medalhas de ouro nos 100 m e 200 m livres.

- Fu Mingxia, da China, ganha o ouro na plataforma de 10 metros, nos saltos ornamentais, com apenas 13 anos de idade.

- O Brasil ganhou o primeiro ouro em esportes coletivos, com a seleção masculina de voleibol, além de repetir o ouro do judô de 1988, desta vez com Rogério Sampaio nos meio-leves.

- O hóquei sobre patins fez parte do programa como um esporte de demonstração.

- A japonesa Ryoko Tamura se tornou então com 17 anos a mais jovem judoca em Olimpíadas. Ela faturou uma medalha de prata na categoria até 48 kg feminino, no que seria a primeira de uma sequência de cinco Olimpíadas com medalhas. Em sua homenagem a fabricante de jogos eletrônicos SNK criou a personagem Ryoko Izumo para o jogo World Heroes.

- Essa foi a primeira edição dos Jogos Olímpicos a ganhar um jogo eletrônico. Tendo como nome oficial de Barcelona 92, o jogo foi produzido pela US Gold, que a lançou nas plataformas da Sega, Master System e Mega Drive. O jogo estava disponível em oito idiomas (incluindo o português), e o jogador só podia jogar por oito países: Reino Unido, Estados Unidos, Alemanha, Japão, Itália, França, a anfitriã Espanha e a CEI (Comunidade dos Estados Independentes). As modalidades que estiveram nesse videogame foram 100 metros rasos, 110 m com barreira, arremesso de martelo, salto com vara, tiro com arco, natação e saltos ornamentais.

## Quadro de medalhas
| Ordem                                                                       | País                 | Medalha de ouro | Medalha de prata | Medalha de bronze |     | Ordem por total |
| --------------------------------------------------------------------------- | -------------------- | --------------- | ---------------- | ----------------- | --- | --------------- |
| 1                                                                           | EUN Equipa Unificada | 45              | 38               | 29                | 112 | 1               |
| 2                                                                           | USA Estados Unidos   | 37              | 34               | 37                | 108 | 2               |
| 3                                                                           | GER Alemanha         | 33              | 21               | 28                | 82  | 3               |
| 4                                                                           | CHN China            | 16              | 22               | 16                | 54  | 4               |
| 5                                                                           | CUB Cuba             | 14              | 6                | 11                | 31  | 5               |
| 6                                                                           | ESP Espanha          | 13              | 7                | 2                 | 22  | 10              |
| 7                                                                           | KOR Coreia do Sul    | 12              | 5                | 12                | 29  | 7               |
| 8                                                                           | HUN Hungria          | 11              | 12               | 7                 | 30  | 6               |
| 9                                                                           | FRA França           | 8               | 5                | 16                | 29  | 8               |
| 10                                                                          | AUS Austrália        | 7               | 9                | 11                | 27  | 9               |
|                                                                             |                      |                 |                  |                   |     |                 |
| 25                                                                          | BRA Brasil           | 2               | 1                |                   | 3   |                 |
| Fonte: Olympic Museum Os demais países lusófonos não conquistaram medalhas. |                      |                 |                  |                   |     |                 |